# Andrzej Kazimierz Giełgud
Andrzej Kazimierz Giełgud herbu własnego (zm. 1711) – marszałek sejmów 1685 i 1688, pisarz wielki litewski od 1673, podstoli żmudzki od 1668, sekretarz królewski, starosta druptwiłowski, sadowicki, okmiański, elgonerski.
Poseł sejmiku rosieńskiego na sejm 1667 roku, sejm nadzwyczajny abdykacyjny 1668 roku. Poseł na sejm konwokacyjny 1668 roku z Księstwa Żmudzkiego. Był członkiem konfederacji generalnej zawiązanej 5 listopada 1668 roku na tym sejmie. Był elektorem Michała Korybuta Wiśniowieckiego z Księstwa Żmudzkiego w 1669 roku. Był członkiem konfederacji generalnej zawiązanej 15 stycznia 1674 roku na sejmie konwokacyjnym. Elektor Jana III Sobieskiego z Księstwa Żmudzkiego w 1674 roku. Poseł na sejm koronacyjny 1676 roku ze Staroduba. Poseł sejmiku żmudzkiego na sejm 1678/1679 roku, poseł sejmiku starodubowskiego na sejm 1685 roku, poseł sejmiku inflanckiego na sejm zwyczajny 1688 roku. Poseł inflancki na sejm koronacyjny 1697 roku.